# Park Narodowy Ypoá
Park Narodowy Ypoá – park narodowy leżący w południowej części Paragwaju. Liczy 1000 km² powierzchni. Utworzony został 29 maja 1992. Obejmuje obszary podmokłe oraz jezioro Lago Ypoá.
Objęty konwencją ramsarską (site no 728) jako jeden z sześciu takich obszarów w kraju 1 stycznia 1995. Uznany za ostoję ptaków IBA w 2007.

## Warunki naturalne
Średnia wysokość nad poziomem morza na terenie PN Ypoá wynosi 150 m. Park zawiera jezioro Ypoá, od którego pochodzi jego nazwa; akwen liczy blisko 260 km². Prócz tego utworzyły się dwa jeziora – Cabral, Verá. Na obszarze parku występują mokradła, bagna, lasy mieszane, lasy galeriowe, skupiska skalne i łąki. Średnia roczna suma opadów – 1400 mm.

## Flora
W dokumencie o przyłączeniu PN Ypoá do obszarów objętych konwencją ramsarską wymieniono jako ważne następujące gatunki: Cedrela fissilis (meliowate), Tabebuia heptahylla (bignoniowate), Enterolobium contortisiliquum, Holocalyx balansae oraz Peltophorum dubium (bobowate), a jako występujące na obszarach podmokłych lub kożuchach roślinnych (islas flotantes) – Cyperus giganteum (ciborowate), Ludwigia (wiesiołkowate), erytrynę grzebieniastą (Erythrina crista-galli) (bobowate), Thalia geniculata (marantowate) oraz Ipomoea carnea (powojowate). Występują również grzybieńczyki (Nymphoides ssp.).

## Fauna
Z dużych ssaków wymienić można narażonego na wyginięcie jelenia bagiennego (Blastocerus dichotomus), bliskiego zagrożenia wilka grzywiastego (Chrysocyon brachyurus) i kota pampasowego (Leopardus colocolo) o tym samym statusie. Powszechniej występuje wydra długoogonowa (Lontra longicaudis), kapibara (Hydrochaeris hydrochaeris), nutria (Myocastor coypus), opos Lutreolina crassicaudata, tamandua (Tamandua tetradactyla) oraz szop rakojad (Procyon cancrivorus). W parku żyją także mrówkojady wielkie (Myrmecophaga tridactyla), jelenie pampasowe (O. bezoarticus; bliski zagrożenia), ariranie (Pteronura brasiliensis; zagrożone), hirary (Eira barbara). Z gadów napotkać można kajmana szerokopyskiego (Caiman latirostris). 

### Awifauna
Ostoja ptaków została wyznaczona ze względu na występowanie trzech gatunków (wszystkich o statusie narażonych) – figlarzy flagosternych (Alectrurus risora), świergotka ochrowego (Anthus nattereri) oraz ziarnojadka kasztanowatego (Sporophila cinnamomea; jedynie na przelotach). Prócz tego występują np. penelopa ciemnonoga (Penelope obscura), nandu szare (Rhea americana), kusacz rdzawoskrzydły (Rhynchotus rufescens), karakara czarnbrzucha (Polyborus plancus), dzięcioł jasnoczuby (Celeus lugubris). Przez teren parku migruje również np. rybołów zwyczajny (Pandion haliaetus) oraz kanialuk jasnogłowy (Ictinia mississippiensis).